# Wesenerovo

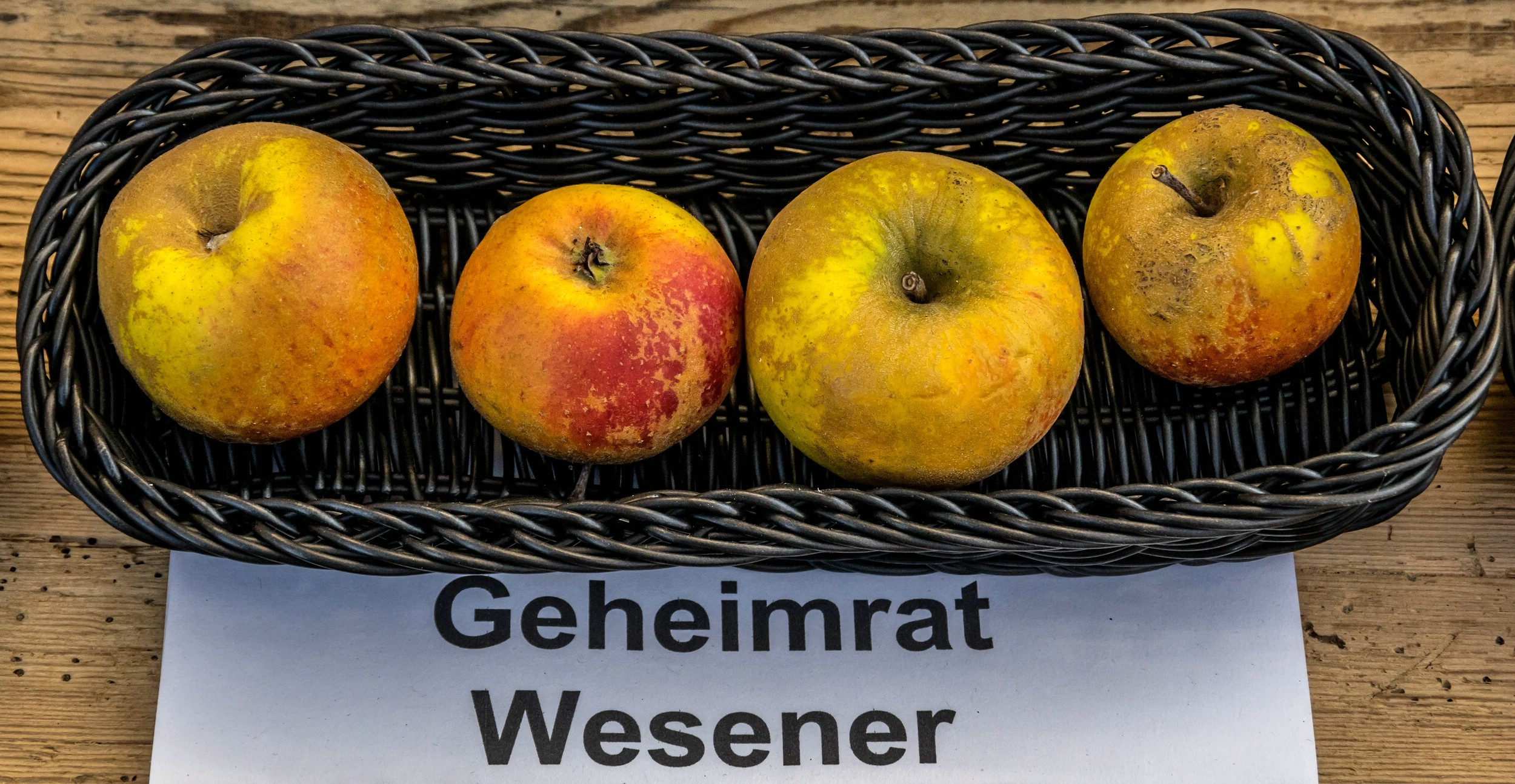
Plody odrůdy Wesenerovo

Wesenerovo ((Malus domestica 'Wesenerovo'), také známé pod názvem Tajný rada Wesener,  Wessenerovo jablko nebo německy Geheimrat Wesener a dalšími, je ovocný strom kultivar druhu jabloň domácí z čeledi  růžovitých. Plody velké, nakyslé s tuhou dužninou. Odrůda je řazena mezi zimní odrůdy používané pro uskladnění.

## Historie

### Původ
Byla vypěstována v Rakousku roce 1884 jako semenáč odrůdy Parména zlatá  (uváděna Parména zlatá zimní ). První plody byly sklizeny v roce 1894.

## Vlastnosti
Růst bujný. Vytvářejí vzpřímené později rozložité koruny. Větve velmi dobře obrůstají plodonosným obrostem. Odrůda je odolná proti povětrnostním vlivům, je vhodná pro vyšší polohy, podle dalšího zdroje nesnáší těžké půdy, preferuje teplé polohy. Plodí brzy a bohatě, podle jiných zdrojů ale sotva průměrně.

## Plod
Plod má variabilní tvar, od plochého po soudkovitý. Slupka je tenká, hladká a nažloutlá. Dužnina je světle žlutá, sladkokyselá. Sklizňová zralost je v polovině září. Plody vydrží až do ledna. Podle jiných zdrojů do března. Na povrchu slupky jsou nápadné lenticely. 

## Květy
Odrůda je dobrý opylovač. Kvete poloraně a je cizosprašná.

## Choroby a škůdci
Odrůda je významně napadána strupovitostí jabloní a padlím.

## Použití
Je vhodná pro vysokokmeny. Není vhodná pro velkovýrobu a překonaná pro drobné pěstitele. Jde o starou odrůdu a její pěstování, s ohledem k náchylnosti k strupovitosti a padlí, má smysl v pomologických sbírkách a pro vědecké účely nebo z nostalgie pro okrasu.